# 钻禧
钻禧（英語：Diamond Jubilee），是禧年紀念日(見週年紀念)之一，它通常是指75週年紀念。但自英国维多利亚女王登基钻禧纪念后改变了这一传统。1861年，维多利亚女王的丈夫阿尔伯特亲王去世后她便基本从公众视野中消失，从而引发了国民的不安。因此后来决定将她的登基钻禧提前至1897年6月22日60週年时举行，以打消民众的疑虑。而2012年6月2日举行的伊丽莎白二世登基钻禧纪念是英国历史上第二次君主登基60週年纪念。